# Echoes on the Edge of a Millennium
Echoes form the Edge of a Millennium is een studioalbum van Magus. Het is een verzamelalbum, dat werd uitgegeven omdat het platenlabel dat eerdere albums van Magus had uitgebracht werd, failliet ging. De muziek van Magus was in verband daarmee een tijdlang niet verkrijgbaar.

## Musici
- Andrew Robinson/Laitres – alle muziekinstrumenten

Behalve
- Bryce Chicoine – elektronische drums (tracks 3, 4, 9 en 12)
- Paul Schönberg – elektrische gitaar (tracks 3, 7 en 9)
- Debbie Moore – toetsinstrumenten (tracks 10, 12)
- Jeff Costello – drums (track 10)
- Andy Verdi – toetsinstrumenten (track 3)
- Tim Dyer – elektrische gitaar (track 9)
- Rob Sabrino – piano (track 9)

## Muziek
| Nr. | Titel                                                 | Duur |
| --- | ----------------------------------------------------- | ---- |
| 1.  | Traveller (Album Traveller)                           | 7:04 |
| 2.  | Waterfall (niet eerder uitgebracht)                   | 3:17 |
| 3.  | Sandman (Magus)                                       | 5:34 |
| 4.  | Until the sun burns out (part 1) (Traveller)          | 7:29 |
| 5.  | Messiah (Highway 375)                                 | 4:32 |
| 6.  | Children of Dune (niet eerder uitgebracht)            | 2:17 |
| 7.  | Incubus (niet eerder uitgebracht)                     | 2:06 |
| 8.  | She’s the lady (Magus)                                | 2:33 |
| 9.  | The earth’s sharp edge (Magus)                        | 6:58 |
| 10. | Spanish waters (niet eerder uitgebracht)              | 5;38 |
| 11. | The infinite... and the river joins the sea (Magus)   | 2:50 |
| 12. | Rif (Traveller)                                       | 2;21 |
| 13. | The last flight of Saint-Ex (niet eerder uitgebracht) | 3:29 |
| 14. | Highway 375 (revisited) (Highway 375)                 | 5:56 |